# 玄倉
玄倉（くろくら）は、神奈川県足柄上郡山北町の大字。

## 地理
山北町北東部に位置する。北で相模原市緑区青根・鳥屋、北東で愛甲郡清川村宮ヶ瀬・煤ヶ谷、東で秦野市堀山下・三廻部及び松田町寄、南で皆瀬川、南西で神縄・神尾田、西で中川、北西で山梨県南都留郡道志村と接する。平地は少なく、大部分を丹沢山地の山間部が占める。人家は南西部の玄倉バス停周辺に集中しており、山間部では渓谷沿いと稜線上に山小屋が点在するのみである。町の中央部を玄倉川（ユーシン渓谷）が流れ、川沿いには玄倉林道が伸びる。玄倉川は玄倉バス停付近で丹沢湖に流入し、湖から先は河内川（こうちがわ）、酒匂川と名前を変えながら相模湾に向かって流下する。
玄倉川の下流部では、1999年8月14日、中州でキャンプをしていた団体が大雨による増水によって流され、13名が死亡する玄倉川水難事故が発生した。

### 山
- 檜岳（ひのきだっか）
- 鍋割山
- 塔ノ岳
- 丹沢山
- 蛭ヶ岳 - 神奈川県最高峰
- 檜洞丸（ひのきぼらまる）
- 同角ノ頭
- 大石山
- 石棚山

### 峠
- ザンザ洞キレット
- 金山谷乗越
- 神ノ川乗越
- 早戸川乗越
- 山神峠
- 秦野峠

### 湖沼
- 丹沢湖（三保ダム）

### 河川
- 玄倉川（ユーシン渓谷）
  - 熊木沢
  - 箒杉沢
  - 小川谷
  - 仲ノ沢
- 小菅沢

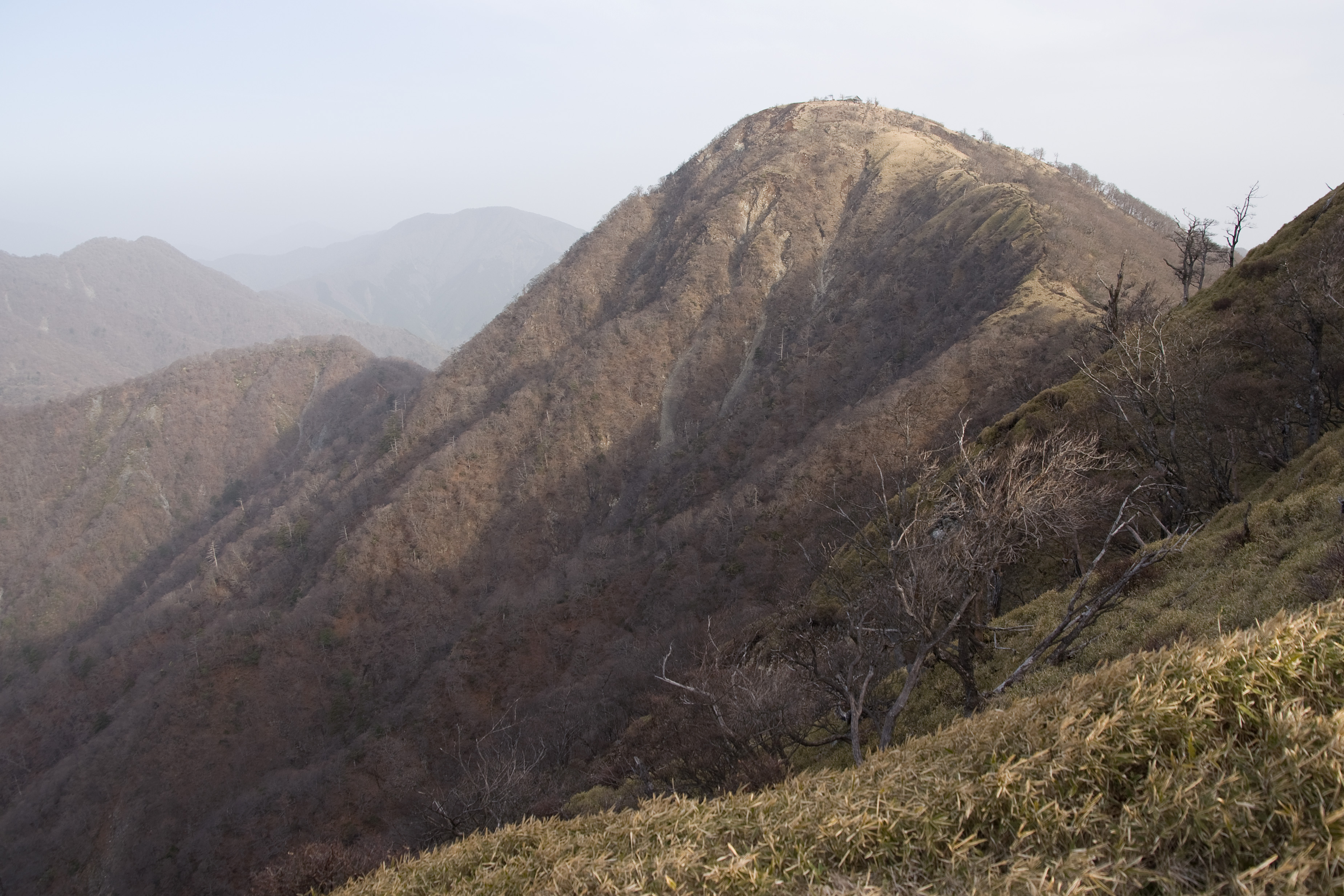
蛭ヶ岳
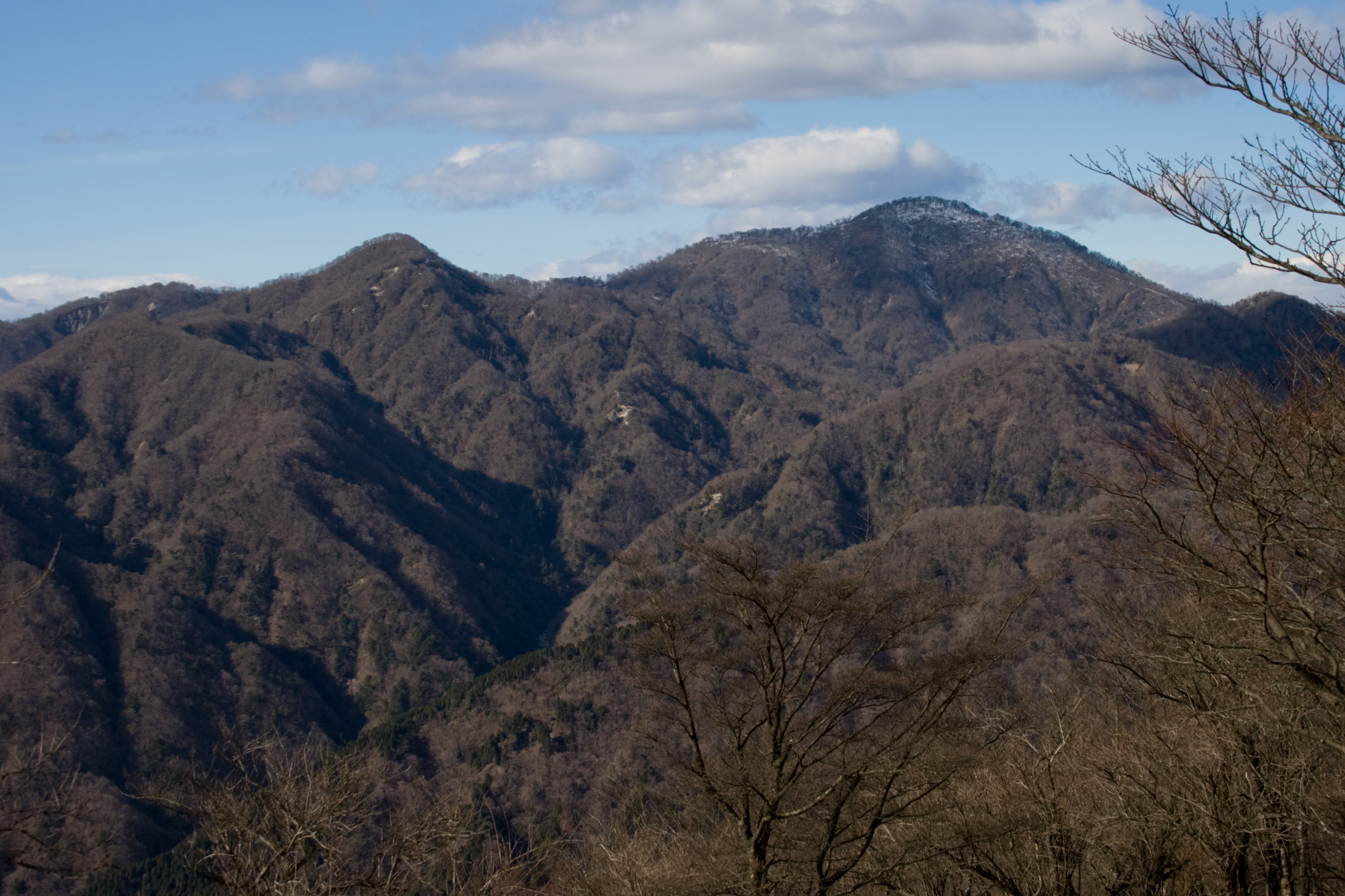
檜洞丸と同角ノ頭
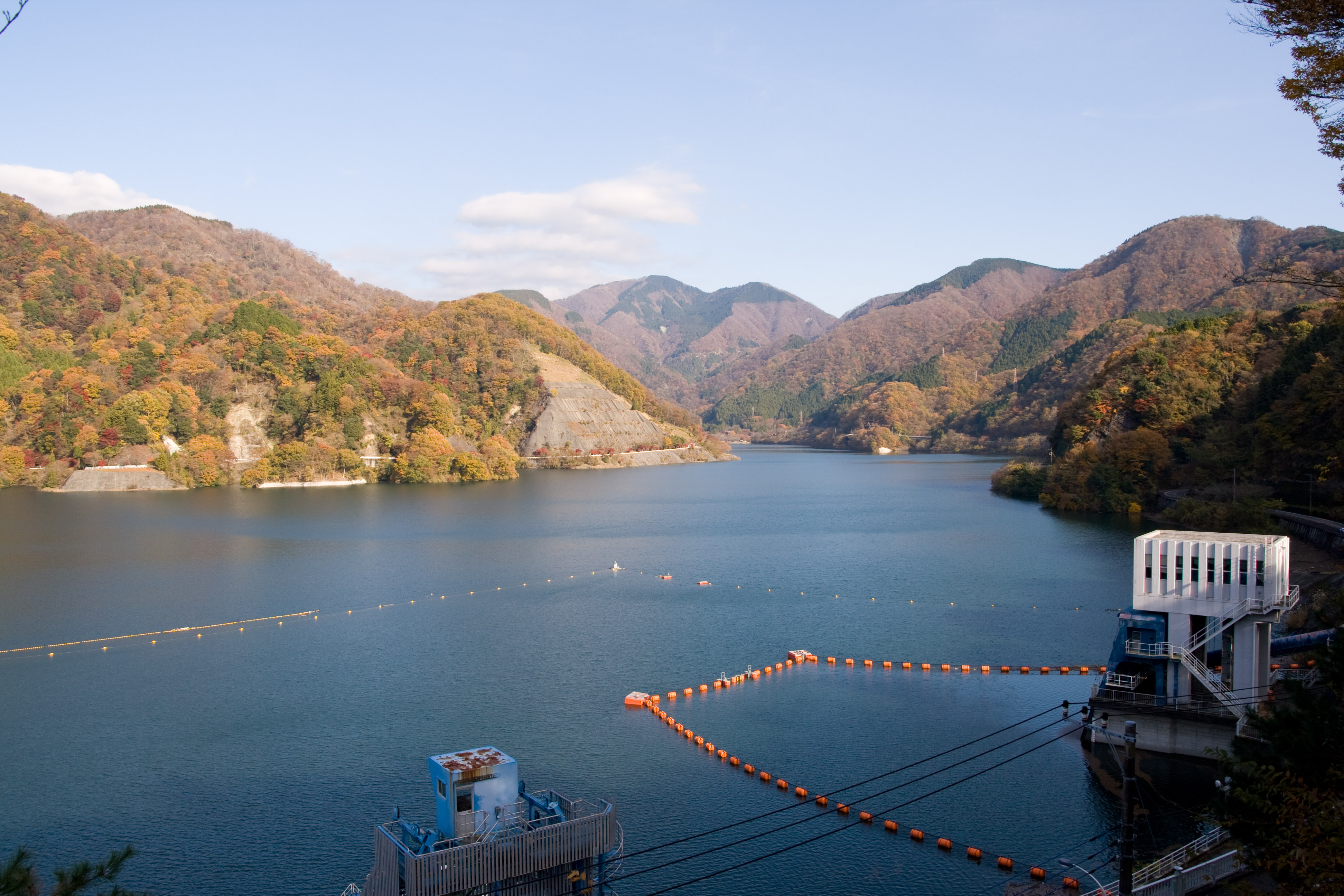
丹沢湖
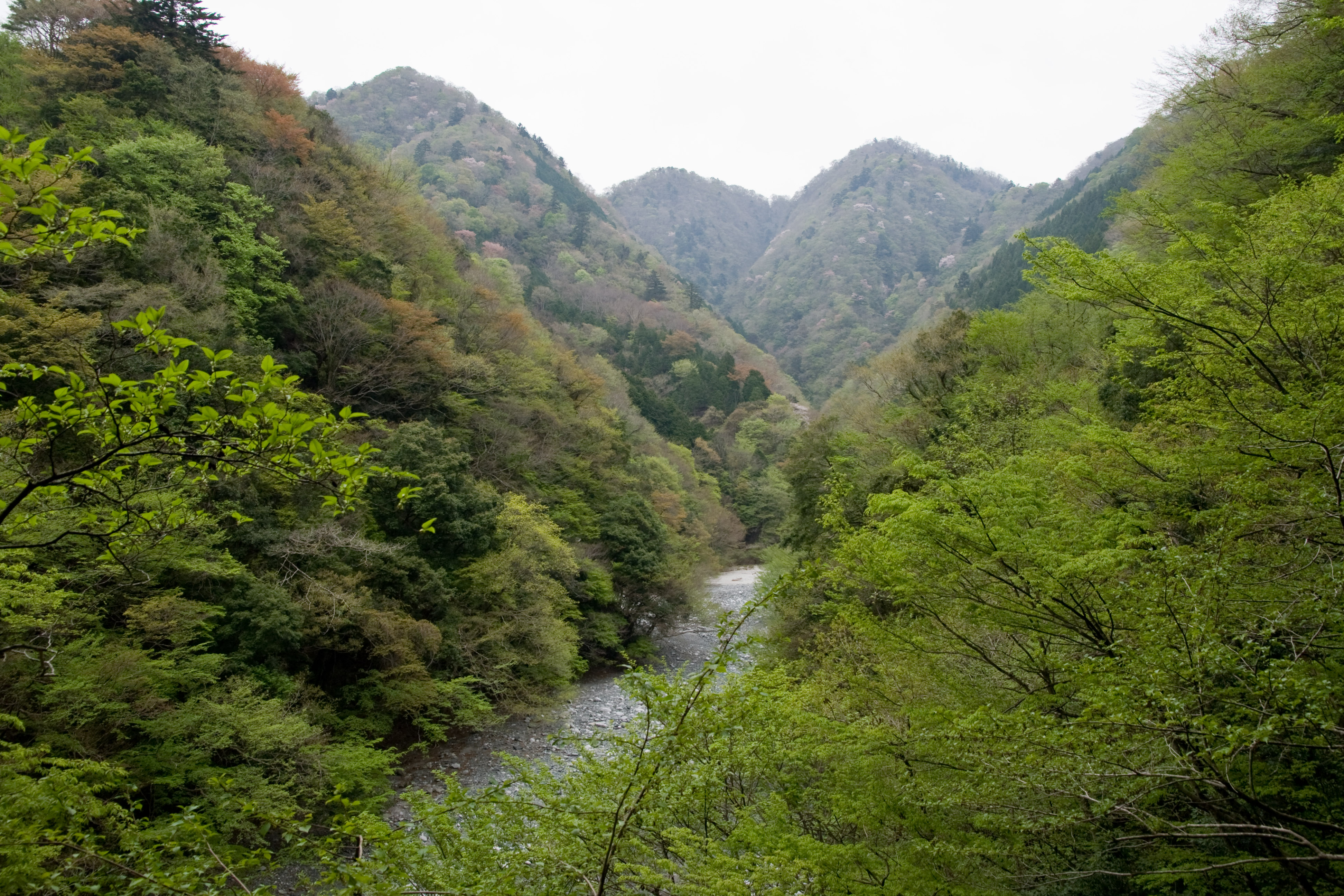
玄倉川

## 世帯数と人口
2020年（令和2年）10月1日現在（国勢調査）の世帯数と人口（総務省調べ）は以下の通りである。
| 大字 | 世帯数 | 人口 |
| ---- | ------ | ---- |
| 玄倉 | 36世帯 | 92人 |

### 人口の変遷
国勢調査による人口の推移。
| 年                 | 人口 |
| ------------------ | ---- |
| 1995年（平成7年）  | 182  |
| 2000年（平成12年） | 179  |
| 2005年（平成17年） | 163  |
| 2010年（平成22年） | 138  |
| 2015年（平成27年） | 118  |
| 2020年（令和2年）  | 92   |

### 世帯数の変遷
国勢調査による世帯数の推移。
| 年                 | 世帯数 |
| ------------------ | ------ |
| 1995年（平成7年）  | 49     |
| 2000年（平成12年） | 47     |
| 2005年（平成17年） | 47     |
| 2010年（平成22年） | 40     |
| 2015年（平成27年） | 39     |
| 2020年（令和2年）  | 36     |

## 事業所
2021年（令和3年）現在の経済センサス調査による事業所数と従業員数は以下の通りである。
| 大字 | 事業所数 | 従業員数 |
| ---- | -------- | -------- |
| 玄倉 | 10事業所 | 38人     |

### 事業者数の変遷
経済センサスによる事業所数の推移。
| 年                 | 事業者数 |
| ------------------ | -------- |
| 2016年（平成28年） | 9        |
| 2021年（令和3年）  | 10       |

### 従業員数の変遷
経済センサスによる従業員数の推移。
| 年                 | 従業員数 |
| ------------------ | -------- |
| 2016年（平成28年） | 45       |
| 2021年（令和3年）  | 38       |

## 交通

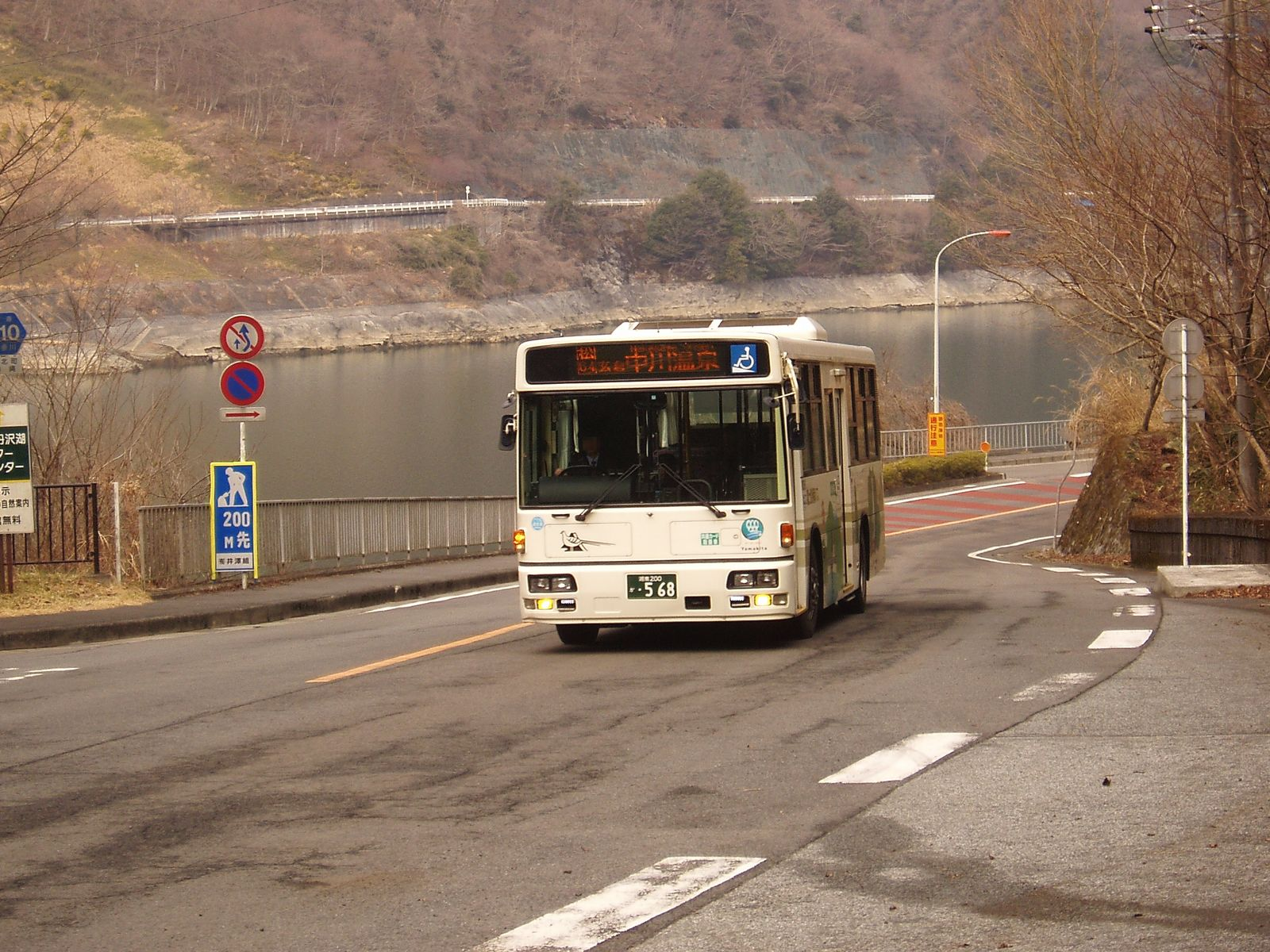
丹沢湖畔を走る富士急湘南バス

### 鉄道
鉄道は地内を走っていない。

### バス
- 富士急湘南バス

### 道路
- 神奈川県道710号神縄神山線
- 神奈川県道725号玄倉山北線（未開通）
- 仲ノ沢林道
- 玄倉林道（一般車両通行禁止）

## 施設

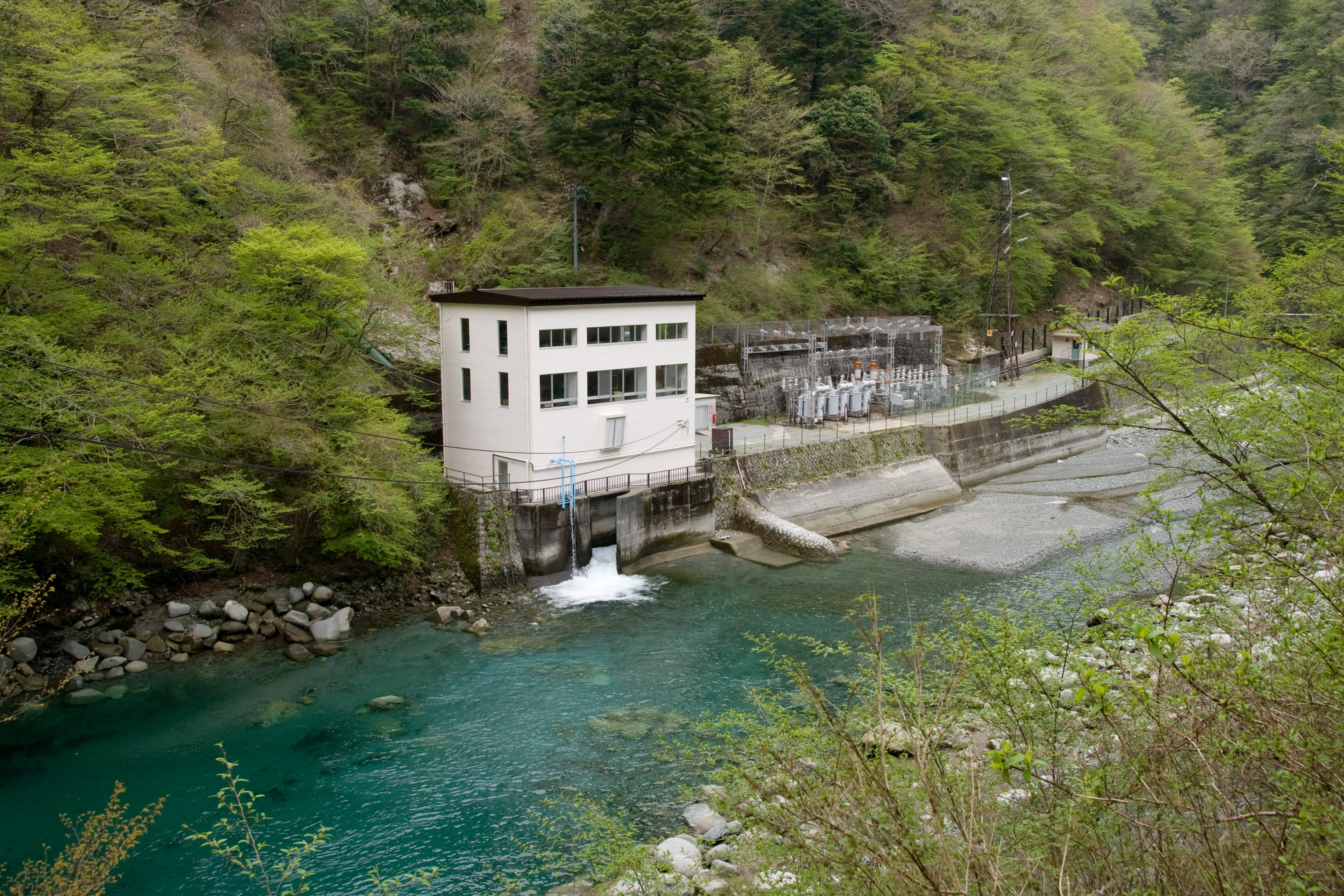
玄倉ダム
  - 玄倉第一発電所
- 熊木ダム
  - 玄倉第二発電所
- 玄倉公民館
- 神奈川県立丹沢湖ビジターセンター
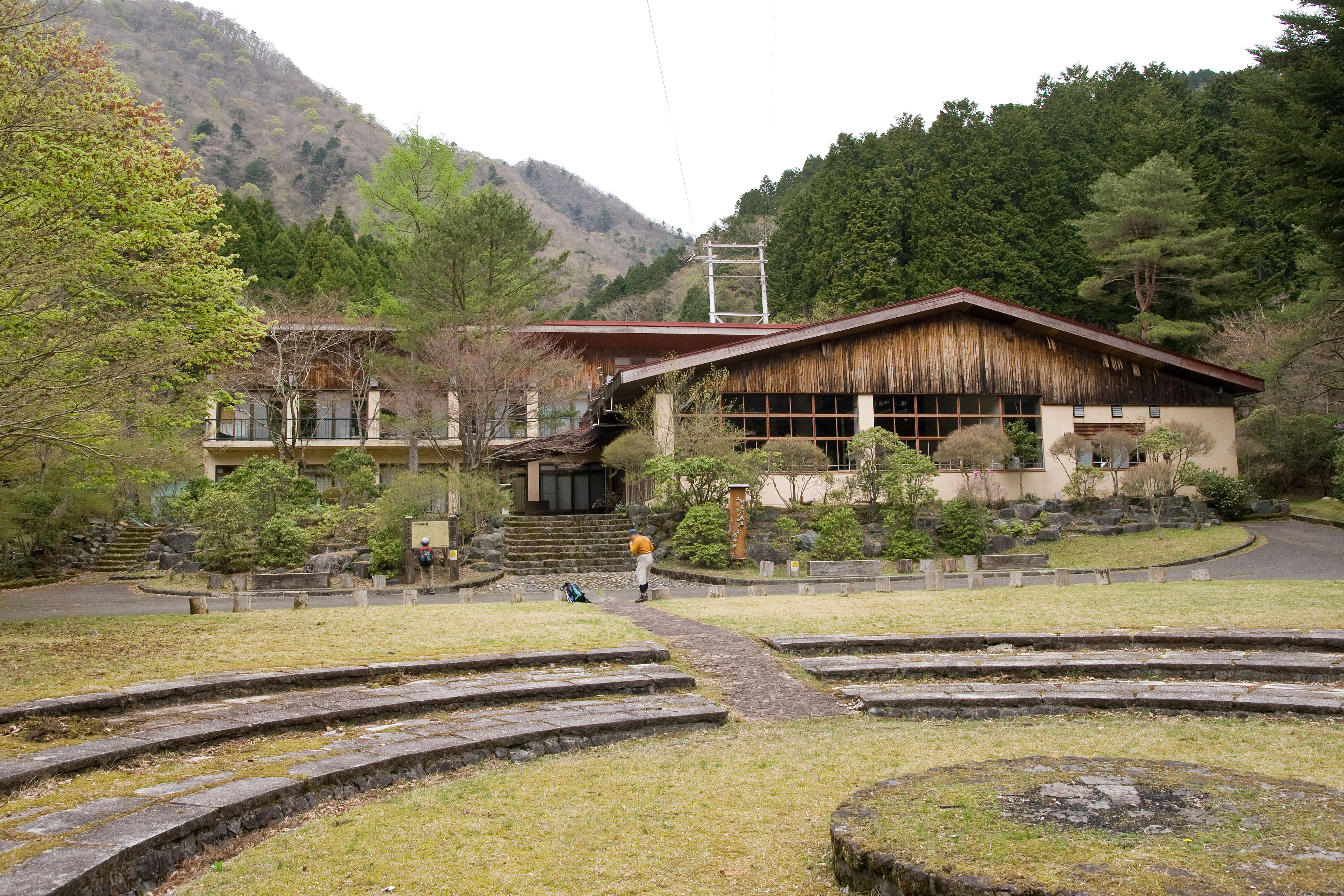
ユーシンロッジ - 休業中。
- 青ヶ岳山荘 - 檜洞丸の山小屋。
- 蛭ヶ岳山荘 - 蛭ヶ岳の山小屋。
- みやま山荘 - 丹沢山の山小屋。
- 尊仏山荘 - 塔ノ岳の山小屋。
- 鍋割山荘 - 鍋割山の山小屋。
- 実相寺 - 黄檗宗の仏教寺院[13]。

- 玄倉ダム
- ユーシンロッジ

## その他

### 日本郵便
- 郵便番号 : 258-0202[3]（集配局 : 山北郵便局[14]）。